# Josué Ayala
Josué Daniel Ayala (Buenos Aires, 30 maggio 1988) è un calciatore argentino, portiere del Racing de Olavarría.

## Carriera
Cresciuto nelle giovanili del Boca Juniors, nel 2008 entra a far parte della prima squadra come quarto portiere dietro a Mauricio Caranta, Pablo Migliore e Javier Hernán García. Diventa terzo portiere dopo la partenza di Pablo Migliore al Racing Club.
Debutta in campionato il 23 dicembre 2008 nella partita giocata contro il Tigre, subentrando a Javier Hernán García.
Nel 2010 viene ceduto in prestito per un anno all'Independiente Rivadavia.

## Palmarès

### Club

#### Competizioni internazionali
- Recopa Sudamericana: 1

Boca Juniors: 2008

#### Competizioni nazionali
- Campionato argentino: 1

Boca Juniors: Apertura 2008
- Copa Argentina: 1

Rosario Central: 2017-2018